# Benedetto Cairoli
Benedetto Cairoli (28 tháng 1 năm 1825 – 8 tháng 8 năm 1889) là chính trị gia người Ý.

## Tiểu sử
Cairoli sinh ra tại Pavia, vùng Lombardy. Từ năm 1848 cho đến khi hoàn thành sự thống nhất của Ý vào năm 1870, toàn bộ hoạt động của ông được dành cho Risorgimento, làm chức Garibaldia, người tị nạn chính trị, lãnh tụ chống Áo và phó quốc hội. Ông chỉ huy một công ty tình nguyện dưới thời Garibaldi năm 1859 và 1860, bị thương nhẹ ở Calatafimi và nghiêm trọng tại Palermo vào năm sau. Năm 1866, với cấp bậc của đại tá, ông đã hỗ trợ Garibaldi trong chiến dịch tại Khu vực Tyrol, năm 1867 đã chiến đấu tại Mentana, và năm 1870 tiến hành các cuộc đàm phán với Bismarck, trong thời gian đó, thủ tướng Đức được cho là đã hứa Ý chiếm hữu Rome và ranh giới tự nhiên của cô ấy nếu đảng Dân chủ có thể ngăn chặn một liên minh giữa Victor Emmanuel và Napoleon.